# Agyar (film)
Az Agyar (eredeti címén Tusk) egy 2014-ben készült amerikai horrorfilm, melyet Kevin Smith rendezett, egy SModcast podcast alatt felmerült ötlet alapján. A főbb szerepekben Michael Parks, Justin Long, Haley Joel Osment, Génesis Rodríguez, valamint Johnny Depp láthatók. A tervek szerint a True North-trilógia első darabjaként készült film vegyes kritikai fogadtatásra lelt.

## Cselekmény
Wallace Bryton és Teddy Craft a legjobb barátok, akik együtt készítenek egy népszerű podcast-sorozatot, amiben megalázó netes videókon gúnyolódnak. Egyik ilyen szereplőjük, a Kill Bill kölyök a mutatványa közben megvágja a lábát a kardjával, Wallace pedig úgy gondolja, jó móka lesz meglátogatni őt Kanadában, és meginterjúvolni. A film közbeni visszaemlékezésekből kiderül, hogy Wallace egy sikertelen stand up komikus, aki bunkó stílusával lett végül népszerű, és hogy a rajongóival rendszeresen megcsalja barátnőjét, Allyt.
Miután megérkezik Manitobába, Wallace megdöbbenve tapasztalja, hogy a Kill Bill kölyök öngyilkos lett. Dühös lesz, mert hiába utazott Kanadába, ezért elhatározza, hogy marad még egy napot, és keres egy újabb interjúalanyt. Rátalál egy hirdetésre, amiben egy kerekesszékhez kötött férfi érdekes történetek tömkelegét és ingyen szállást kínál. Ellátogat az illető, Howard Howe Isten háta mögötti birtokára, ahol rájön, hogy Howard tengerész volt fiatalkorában. Meghallgat egy érdekesnek tűnő történetet, hogy a férfit miként mentette meg egy Mr. Tusk névre keresztelt rozmár egy hajótörés után. Ezután elájul, ugyanis kábítószert kevertek az italába. Másnap egy tolószékhez kötötten ébred fel és döbbenten látja, hogy térdből amputálták a bal lábát. Howard azt a mesét próbálja beadni neki, hogy egy aknászpók csípte meg őt, és a mérge olyan veszélyes volt, hogy az orvos a biztonság kedvéért inkább levágta a lábát. Később kiderül, hogy Howard egyáltalán nem szorul tolószékre, viszont a teljesen elkábított Wallace-szal közli, hogy az a terve, hogy egy saját maga által készített rozmárjelmezbe bújtassa őt. Wallace megpróbálja utolérni Allyt, de csak egy kétségbeesett hangüzenetet tud hátrahagyni, mert Howard leüti őt. Megérezvén a bajt, a nő Teddyvel együtt Kanadába repül.
Közben Howard folyamatos agymosással és csonkító műtétekkel szabja át Wallace-t, akinek elmeséli az élettörténetét: árva volt, az árvaházak bezárása után elmegyógyintézetben helyezték el őt egy reform keretében, a felügyelői pedig szexuálisan bántalmazták. Emiatt egész életére meggyűlölte az emberiséget, és a tökéletességet egyetlen segítőtársában, a rozmárban vélte felfedezni. A szerencsétlen Wallace-t emberbőrből összeöltött rozmárjelmezbe varrja, a levágott lábaiból kiszedett sípcsontokból pedig rozmáragyarakat készít, amiket a koponyájába rögzít. Időközben Ally és Teddy rábukkannak egy Guy LaPointe nevű alkoholista exnyomozóra Quebecből, aki már évek óta Howard Howe nyomában jár. Elárulja, hogy a módszerei miatt „Első feleségnek” hívják őt, és hogy tudja, hogy Wallace még életben van, de már nem úgy, ahogy emlékezhettek korábbról rá. Végül két bolti eladótól sikeresen megtudják az öreg címét.
Eddigre a folytonos agymosás hatására Wallace elméje egészen elborul, mert Howard arra kényszeríti, hogy úgy gondolkozzon és éljen, mint egy igazi rozmár. Howard elárulja, hogy mindezt azért csinálja, mert megmentőjét, Mr. Tuskot végül meg kellett ennie a lakatlan szigeten, hogy ő életben maradhasson – hiába találtak rájuk nem sokkal később. Az elmúlt 15 évben azért rabolt el és csonkított meg embereket, hogy újraélessze Mr. Tuskot, és adjon neki egy új esélyt a túlélésre. Miután ő is beöltözik rozmárnak, követeli Wallace-tól, hogy küzdjenek meg életre-halálra. A teljesen eszét vesztett Wallace-ból az emberség utolsó maradványai is eltűnnek: agyaraival halálra sebzi a büszke Howardot, majd dühös és diadalmas rozmárüvöltésben tör ki, az őt megtaláló Ally és Teddy legnagyobb döbbenetére. LaPointe ezután jön be a helyiségbe, és egy sörétes puskával arra készül, hogy lelője őt...
Egy évvel később Ally és Teddy meglátogatják Wallace-t, aki egy állatfarmon él a medencéjében, önmagát még mindig rozmárnak tartva. Ally könnyek közt mondja el neki, hogy amikor utoljára beszélgettek, úgy vélték, hogy a sírás az a dolog, ami megkülönbözteti az embert az állattól, mert azt mutatja, hogy az embereknek van lelke. Ally búcsúzás közben bevallja neki, hogy még mindig szereti, Wallace pedig üvöltése közben elkezd sírni, mutatván, hogy az emberség talán mégsem veszett ki belőle egészen.

## Szereplők
| Szerep               | Színész            | Magyar hang     |
| -------------------- | ------------------ | --------------- |
| Howard Howe          | Michael Parks      | Szersén Gyula   |
| Wallace Bryton       | Justin Long        | Welker Gábor    |
| Ally Leon            | Genesis Rodriguez  | Pálmai Anna     |
| Teddy Craft          | Haley Joel Osment  | Czető Roland    |
| Guy LaPointe         | Johnny Depp        | Stohl András    |
| Határőr              | Harley Morenstein  | Kardos Róbert   |
| Frank Garmin nyomozó | Ralph Garman       | Tarján Péter    |
| Kevin Smith          | Kevin Smith        | Törköly Levente |
| Scott Mosier         | Scott Mosier       | Sarádi Zsolt    |
| Boltos lány #1       | Harley Quinn Smith | Lamboni Anna    |
| Boltos lány #2       | Lily-Rose Depp     | Czető Zsanett   |

## Forgatása
A film ötlete az SModcast 259. adásában merült fel először (ami a film végén hallható stáblistába be is került). Egy Gumtree-reklámból kölcsönözték az ötletet, ahol a főbérlő ingyen kiadja a lakását az albérlőnek, ha az beöltözik rozmárnak. A reklámból majdnem egy órás beszédtéma lett, amelyben felvázolták egy lehetséges film forgatókönyvét. Kevin Smith arra kérte követőit a Twitteren, hogy ha tetszik nekik az ötlet, írjanak #WalrusYes hashtaggel, ha pedig nem, akkor írják #WalrusNo-val. A követők túlnyomó többsége arra szavazott, hogy készüljön el a film. A Shop-stop 3 előkészületeivel egyidejűleg kezdődött a 80 oldalas forgatókönyvvel való házalás, amelynek eredeti címe A rozmár és az ács volt.

## Fogadtatása
A film nem teljesített jól a mozipénztáraknál, még a költségvetését sem hozta vissza. A kritikák is vegyesek voltak: a Rotten Tomatoes kiemelte, hogy a film kellőképpen meghökkentő és önkritikus, viszont túlságosan elnyújtott. A The Seattle Times egyenesen gusztustalannak és értelmetlennek minősítette, míg a CraveOnline az irónia hiányát rótta fel. Ugyanakkor a JoBlo.com és az IGN kritikusai szerint a film Kevin Smithre vall, és a karrierjének egy új szakaszát ünnepelték.